# Rambung Barat
Rambung Barat is een bestuurslaag in het regentschap Binjai van de provincie Noord-Sumatra, Indonesië. Rambung Barat telt 3660 inwoners (volkstelling 2010).